# Ptilomyax hadalis
Ptilomyax hadalis ist eine Muschelart aus der Familie der Linsenmuscheln (Montacutidae). Die Art lebt kommensal mit dem Seeigel Pourtalesia heptneri im Banda-Trog (Indonesien) und wurde in einer Wassertiefe von ca. 7340 m nachgewiesen. Es ist die Typusart und einzige Art der Gattung Ptilomyax Oliver, 2012.

## Merkmale
Das juvenile, sehr kleine Gehäuse ist gleichklappig, im Umriss annähernd eiförmig und nur wenig nach vorne ausgezogen. Es ist damit ungleichseitig mit dem Wirbel etwas hinter der Mitte (der Gesamtlänge). Es misst 2,5 mm in der Länge und 1,9 mm in der Höhe. Das Adultgehäuse ist ungleichlappig, die Dorsalränder der rechten Klappe sind flügelförmig ausgezogen (alat) und lappen über den Dorsalrand der linken Klappe über. Die „Flügel“ bilden mit dem Vorder- und Hinterrand jeweils einen ausgeprägten seitlichen Sinus. Vorder- und Hinterrand sind breit gerundet, der Vorderrand etwas stärker als der Hinterrand. Der Ventralrand ist weit gekrümmt. Der vordere Teil des inneren Ventralrandes weist eine Reihe quer zum Rand stehende Rippen in gleichmäßigen Abständen auf. Die Wirbel sind geringfügig prosogyrat. Das Ligament ist sehr klein, hinter dem Wirbel und tief eingesenkt. Der Dorsalrand weist ein verdicktes Periostracum auf, das wie ein Ligament funktioniert. Die Schlossplatte konnte bisher nicht untersucht werden. Die Oberfläche ist fast glatt mit randparallelen Anwachsstreifen. Der Prodissoconch I misst 105 μm. Der Prodissoconch II ist 265 μm lang und besitzt feine randparallele Anwachslinien.
Der Mantelrand ist weitgehend nicht verwachsen. Er hat am unteren Vorderende eine große Öffnung für den Fuß, die Öffnung für das ausströmende Wasser ist dagegen klein. Die Kiemen sind umgebogene Halbfederkiemen, die am Ende der Kiemenachse mit dem Mantel verwachsen sind. Der Byssus besteht aus vielen dünnen Fäden, die zu Bündeln konzentriert sind. Der vordere und hintere Schließmuskel sind ungefähr gleich groß und eiförmig im Querschnitt. Es sind ein vorderer und ein hinterer Fußmuskel vorhanden. Die Mundlappen sind klein. Der Fuß besitzt eine gut ausgebildete „Zehe“, eine flache Sohle und eine abgesetzte „Ferse“.

## Geographische Verbreitung, Lebensraum und Lebensweise
Die Art ist bisher nur von der Typlokalität im Banda-Trog vor Indonesien () bekannt. Die 18 Exemplare wurden vom russischen Forschungsschiff RV Vityaz am 21./22. März 1975 in 7340 bis 7335 Meter Wassertiefe (Station 7271) gedredgt (leg. Alexandr N. Mironov).
Die Art ist kommensal mit dem in der Tiefsee lebenden Seeigel Pourtalesia heptneri assoziiert.

## Taxonomie
Das Taxon wurde 2012 von P. Graham Oliver erstbeschrieben. Das Material wurde ihm von A. N. Mironov zur Verfügung gestellt.

## Belege